# Rabbi Levi (cráter)

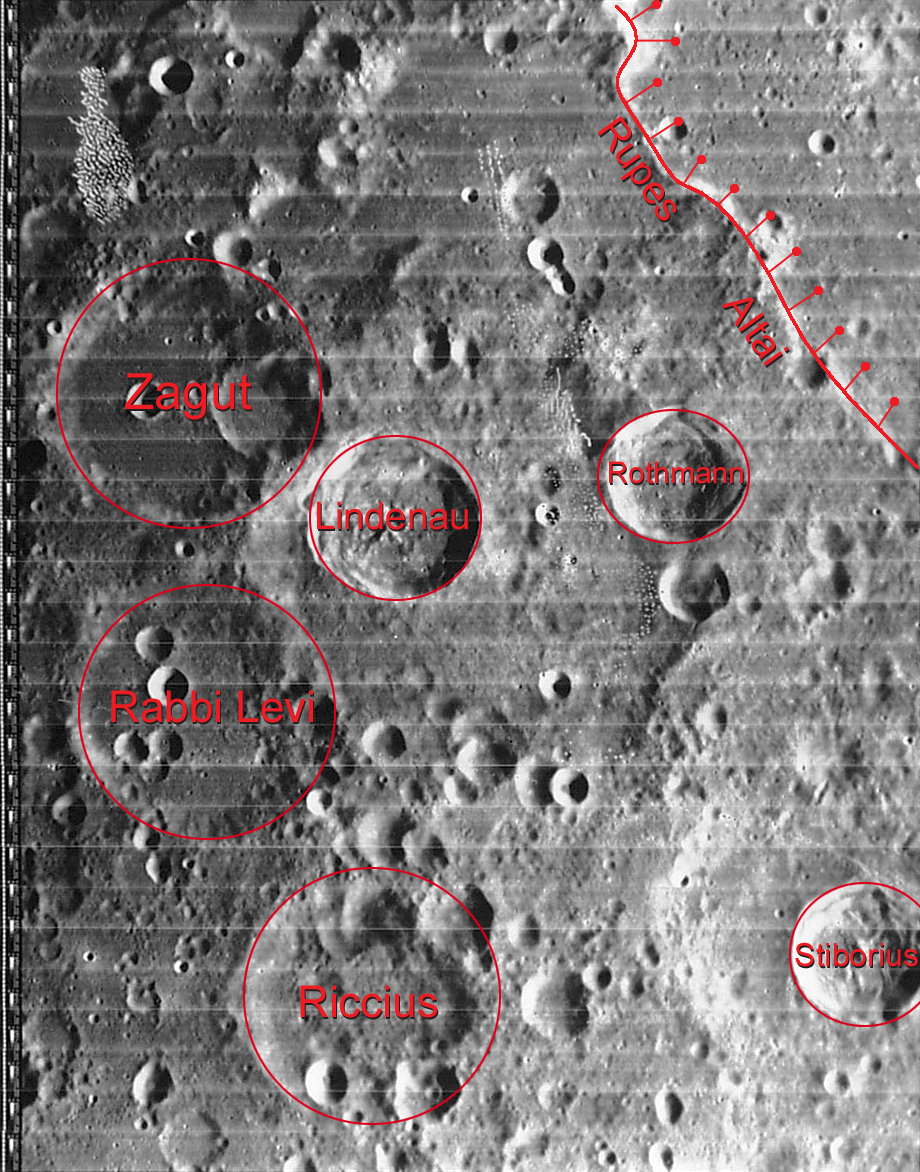
Entorno de Rabbi Levi (en la parte superior izquierda del cuadrante inferior izquierdo). Fotografía de la misión Lunar Orbiter 4

Rabbi Levi es un cráter de impacto que se encuentra entre las accidentadas tierras altas de la parte sureste de la cara visible de la Luna. Varios cráteres notables se encuentran cerca, incluyendo a Zagut justo al norte-noroeste, Riccius fuertemente desfigurado al sureste, y Lindenau al noreste, junto a Zagut.
|  |

Se trata de una formación de cráteres fuertemente desgastada y erosionada, con varios cráteres más pequeños situados sobre el borde inciso y a través del suelo interior. Un grupo de estos cráteres forma un racimo en la parte occidental de la plataforma interior, formado por los cráteres satélite A, L, M y D, así como por cráteres menores que se alinean hacia el sur-sureste. El mayor de estos cráteres es Rabbi Levi L, un impacto con forma de cuenco justo al noroeste del punto medio. El resto del suelo es relativamente plano y prácticamente sin rasgos destacables. Los grupos de cráteres también se extienden a través de las secciones oriental y suroeste del brocal.
Unido al noreste aparece el remanente de una antigua formación que se introduce en Rabbi Levi, produciendo una sección recta del borde en esa zona. Esta formación anónima ha sido casi completamente borrada, y está recubierta en el noroeste por Lindenau, y a lo largo del lado noreste exterior por Rothmann.
El cráter lleva el nombre del erudito judío medieval Gersónides.

## Cráteres satélite
Por convención estos elementos son identificados en los mapas lunares poniendo la letra en el lado del punto medio del cráter que está más cercano al Rabbi Levi.
| Rabbi Levi | Coordenadas                   | Diámetro |
| ---------- | ----------------------------- | -------- |
| A          | 34°18′S 22°42′E / -34.3, 22.7 | 12 km    |
| B          | 34°30′S 24°48′E / -34.5, 24.8 | 13 km    |
| C          | 34°18′S 27°00′E / -34.3, 27.0 | 20 km    |
| D          | 35°24′S 22°48′E / -35.4, 22.8 | 10 km    |
| E          | 36°42′S 22°06′E / -36.7, 22.1 | 35 km    |
| F          | 36°00′S 20°30′E / -36.0, 20.5 | 12 km    |
| G          | 36°54′S 22°00′E / -36.9, 22.0 | 12 km    |
| H          | 36°24′S 20°12′E / -36.4, 20.2 | 8 km     |
| J          | 37°36′S 22°42′E / -37.6, 22.7 | 7 km     |
| L          | 34°42′S 23°00′E / -34.7, 23.0 | 13 km    |

| Rabbi Levi | Coordenadas                   | Diámetro |
| ---------- | ----------------------------- | -------- |
| M          | 35°12′S 23°12′E / -35.2, 23.2 | 11 km    |
| N          | 36°24′S 23°42′E / -36.4, 23.7 | 8 km     |
| O          | 35°42′S 25°06′E / -35.7, 25.1 | 7 km     |
| P          | 34°30′S 25°48′E / -34.5, 25.8 | 15 km    |
| Q          | 33°42′S 25°48′E / -33.7, 25.8 | 6 km     |
| R          | 33°36′S 28°12′E / -33.6, 28.2 | 12 km    |
| S          | 34°12′S 27°30′E / -34.2, 27.5 | 14 km    |
| T          | 36°12′S 22°24′E / -36.2, 22.4 | 10 km    |
| U          | 35°36′S 21°54′E / -35.6, 21.9 | 14 km    |